# 秀州中学
秀州中学（しゅうしゅうちゅうがく、Kashing High School）、中華人民共和国浙江省嘉興市にある教育局による重点中学のひとつ。1896年に創立された嘉興市最古の公立高校である 1900年当初「秀州書院」と称し、中国共産党の誕生地の地方に設立した重要な中学で、本部キャンパスのほかに、中国語「內高部」キャンパスがある。男女共学の中等部と高等部を併設する完全中学である。

## 概要
本校は1896年に創立され、当初から中等部と高等部が併設された「完全中学」であり、百余年が経過した歳月の中で、無数の傑出した英才をつちかい育てた。1952年に、政府は国民教育を実施、本校は「嘉興二中」に改名し、2002年、政府は中学校学習を正常化し、高校の教育効率を高め、教育発展の平均化と、普遍性を促進、本校は中等部が新しい中学になった。

## 沿革
| 年     | 月日 | 事跡                                                           |
| ------ | ---- | -------------------------------------------------------------- |
| 1896年 | -    | 嘉興市において中学が開校                                       |
| 1900年 | -    | 秀州書院と改称                                                 |
| 1918年 | -    | 嘉興基督教秀州中学校と改称                                     |
| 1937年 | -    | 日中戦争の影響により上海分校を開校し華東基督教聯合中学校と改称 |
| 1942年 | -    | 分校を閉鎖し贛州に移転し江西贛県基督教聯合中学校と改称         |
| 1946年 | -    | 秀州中学校と改称                                               |
| 1949年 | -    | 国共内戦により中国共産党に接収される                           |
| 1952年 | -    | 嘉興二中と改称                                                 |
| 1982年 | -    | 再び秀州中学校に改名した                                       |

## 校歌
南挹湖光秀，東迎塔影高，地之霊兮人淑陶。開浙西風氣，辟城北草茅，破天荒兮惟我校。
 負笈如雲集，竟業多鳳毛，徳育深兮智育超。門牆高峻，企望有豊標，名隨鐘聲嘹亮入層霄。
楽譜は中華民国時代のもの（作曲：銭邦傑・作詞：銭邦傑）を使用。。

## 主な出身者
- 李政道（1957年度のノーベル物理学賞を受賞した）
- 陳省身（全米科学アカデミー会員、中央研究院会員）
- 方懐時（中央研究院会員）
- 潘文淵（全米科学アカデミー会員、中央研究院会員）
- 程開甲（中国科学院会員）
- 周廷衡（中国科学院会員）
- 周廷儒（中国科学院会員）
- 欽俊徳（中国科学院会員）
- 譚其驤（中国科学院会員）
- 顧功叙（中国科学院会員）
- 陳世驤（中国科学院会員）
- 朱生豪（中国で有名な翻訳家）
- 許国璋（中国で有名な教育家）
- 朴英俊（朝鮮の独立運動家）